# Hera
Hera (în greacă veche Ήρα, Hēra) este în mitologia greacă zeița protectoare a căsniciei, a căminului și a femeilor măritate, precum și regina zeilor și a oamenilor. La romani este identificată cu Iunona.
Ca soție a zeului suprem, ea era considerată protectoarea căminului, a căsătoriei și, în general, a femeilor măritate. Având ca simbol sceptrul, semn de conducere dar nu și de putere, Hera este adesea prezentată ca o soție geloasă și nesăbuit de violentă, care este ușor de jignit și nu pregetă să se răzbune crunt pentru toate infidelitățile săvârșite de soțul ei, Zeus.

## Etimologie
Una dintre primele instanțe ale numelui zeiței apare pe tablele din Pylos, scrise în Linearul B, un sistem de scriere care a fost găsit și pe datând încă din 1450 î.Hr. folosit de civilizațiile miceniene până la colapsul acestora în secolul XII î.Hr. Aici apare ca Qo-wi-ja (Guōwiā „cea asemenea vacilor” un cunoscut epitet homeric).
Numele Herei poate avea mai multe etimologii se exclud reciproc; o explicație leagă numele de ὥρα transliterat hōra, însemnând sezon, interpretându-l ca o vreme propice pentru căsătorie. Pe de altă parte, Platon consideră că e legat de ἐρατή transliterat eratē, adică „preiubit”, deoarece se spune că Zeus s-a căsătorit cu ea din dragoste, sau că numele zeiței este anagramă a aēr (ἀήρ, „aer“). Plutarh susține a doua variantă sugerând că este un nume alegoric pentru poziția înălțată a acesteia.

## Caracteristici
Hera împărtășește multe atribute cu o zeitate feminină dominantă al cărui cult apare răspândit în multe forme în continentul European. Cultul aceleia s-a diversificat în perioada neolitică, fiind probabil la rădăcina multor zeități din diverse panteonuri. Hera, alături de restul zeităților feminine grecești, prin poziția lor în orașele lor, cultul lor, atributele lor și epitetele lor reprezintă funcții similare ca divinități protectoare și dominante asupra sacrificiilor și ale animalelor. Cultul Herei, cel puțin la Olimpia, este mai vechi decât cel al lui Zeus. Se știe că a fost o zeitate importantă în Grecia antică, posibil o variantă a acelei zeități materne supreme a lumii Egee.
O teorie susține că miturile și cultul Herei își au rădăcina într-o civilizație pre-elenistică matriarhală, așadar Hera are un sistem de valori mai vechi bazat pe loialitate între femei, de aceea prigonește consoartele lui Zeus. Burkert consideră teoria ingenioasă, dar fantezistă, și dezminte această teorie, afirmând că un matriarhat n-ar fi fost posibil nici în societățile de vânători-culegători din Paleoliticul târziu nici în civilizațiile neolitice de fermieri. Mai degrabă, acea „Mare Zeiță” este întruchiparea datoriei și necesității vânătorului de a ucide pentru femeile pentru care e responsabil.

Relația Herei cu soțul ei este ambivalentă. Zeus apare adesea cu epitetul Heraios „lit. al Herei”, dar Homer face adesea referire la episoadele de gelozie și răzbunările acesteia pe consoartele lui Zeus. În poezia epică greacă, Hera îi adresează lui Zeus cuvinte grele, dar îl și preamărește, precum fraza:
„Chiar de m-oi pune-mpotrivă [...] / N-aș izbuti eu de fel, că tu ești mult mai tare ca mine. / Dar se cuvine și mie să nu-mi faci zadarnică truda, / Neam de zeiță și eu sunt, ba chiar din același părinte; / Tată mi-e Cronos mintosul și sunt cea mai mare din toate / Fiicele lui, înălțată prin naștere-ntâi și fiindcă / Eu ți-s nevastă, iar tu ești mai mare-ntre zei și-mpăratul.”
— Iliada, traducerea Murnu

### Epitete

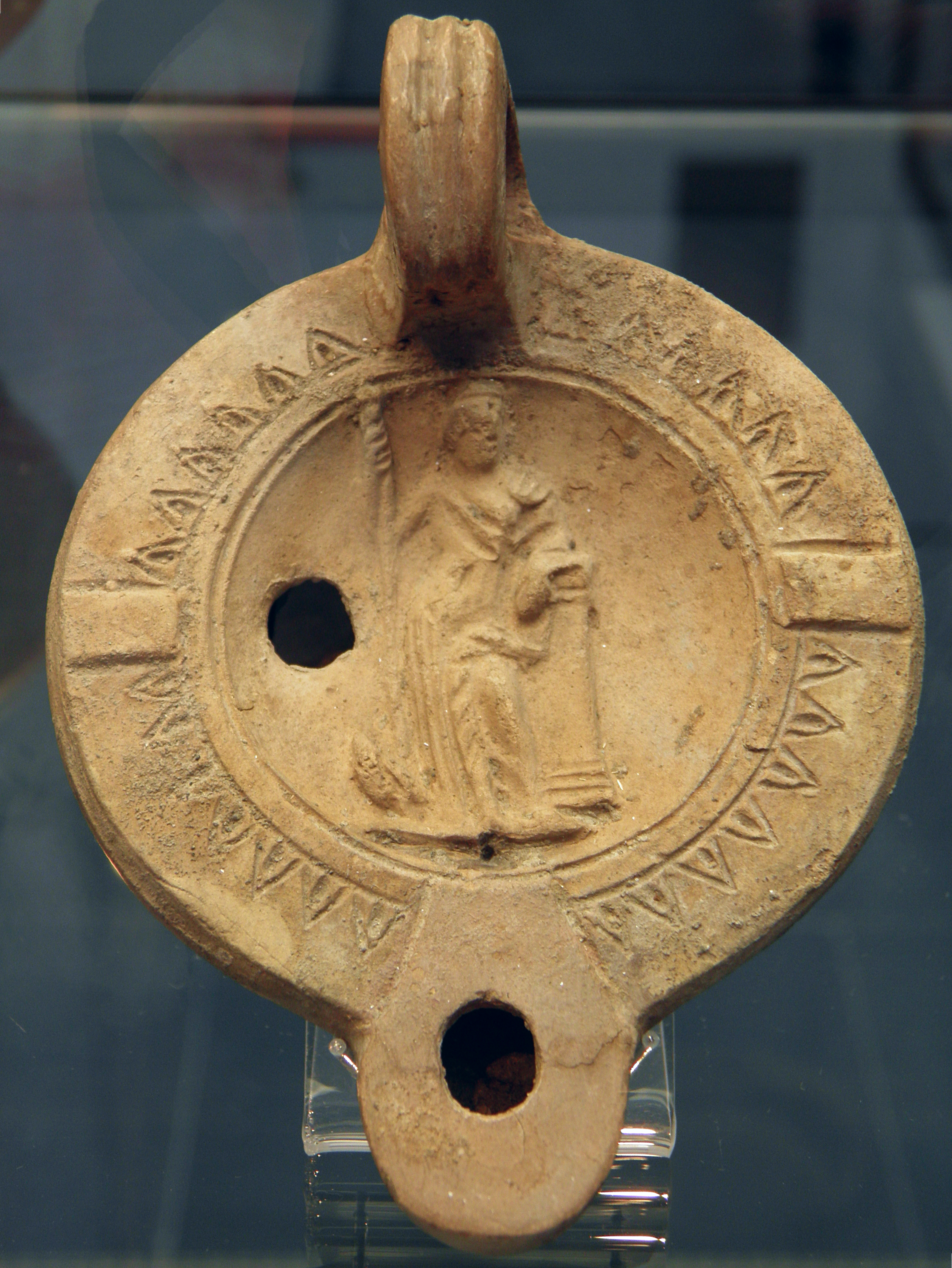
Iunona și cucul, lampă cu ulei teracotă, c sec II-sec. III î.Hr.

Epitetele în mitologia greacă sunt determinante folosite pentru a evita pronunțarea numelui, precum în cazul lui Hades, pentru a poziționa geografic zeul relativ la lăcașul de cult, pentru a preciza aspectul zeului căruia i se adresează invocația, etc. De exemplu, un călător va dori să ceară ajutorul lui Poseidon Soter („salvatorul”) când este prins de o furtună pe mare, dar s-ar ruga fără rost la Poseidon Hippios („al cailor”) dacă nu are probleme cu calul său.
Epitetele apar des în epoca elenistică, dar sunt considerate aproape imposibil de definit și categorisit stricto sensu. Acestea diferă de asemenea în funcție de sursă, fiind rar întâlnite în narațiune, spre deosebire de poezii și cult, ultimele două grupuri de asemenea diferite între ele. Conform teoriei lui Hermann Usener, e posibil ca fiecare epitet să fi fost un zeu vechi cu o funcție simplă, asimilat ulterior în cultul divinităților vremii, numele lor devenind epitete, ceea ce ar putea explica de ce în scrieri de-a cursul istoriei unele astfel de epitete devin entități divine independente și, respectiv, numele unor entități divine ajung să fie folosite și ca epitete (Illythia, zeița nașterilor, fiica Herei, epitet al lui Artemis). Epitetele de cult mai apar și în perechi, de exemplu Athena Potnia „stăpâna Atenei”.
După cum se vede în lista de epitete de mai jos, aceste descrieri ale zeiței percepții care creează o reprezentare multifațetată a acesteia din perspectiva celor care o venerau:

### Atribute
- Sceptru regal
- Animale sacre: junca, leul, cucul și păunul
- Planta sacră, rodia
- Din alaiul său adesea fac parte Hebe, Ilitia, Iris și Grațiile

În imagistica elenistică, Hera călătorea într-un car tras de păuni, păsări de care grecii n-au aflat până la victoriile lui Alexandru cel Mare. Învățătorul lui Alexandru, Aristotel, se referă la ei ca „păsările persane”. Motivul păunului a reapărut în  iconografia Renașterii, care le unise pe Hera și pe Iunona, pe care s-au concentrat pictorii europeni. Pasărea care fusese asociată cu zeița în perioada arhaică, când toate zeițele elene din Epoca Bronzului aveau pasărea proprie, era cucul, care apare în fragmente despre curtarea Herei de către Zeus.
În perioada arhaică era preponderent asociată cu bovine, ca o zeiță a vacilor, venerată în special în Euboea, care era faimoasă pentru numeroasele lor cirezi. În Cipru, situri arheologice foarte vechi conțin cranii de taur care par să fi fost folosite ca măști. Epitetul ei Homeric Boôpis, apare tradus ca „(cea) cu ochi de vacă”.
Din acest punct de vedere, Hera se aseamănă cu divinitatea Egiptului antic Hathor, o zeiță maternă asociată bovinelor.
Romanii au identificat-o în mitologia lor cu zeița Iunona, regina oamenilor și a zeilor.

## Mitologie
În Teogonia, Cronos îl detronă pe tatăl său, Uranus și se căsători cu Rhea, având șase copii. Hera a fost al treilea copil și cea mai mică fată. Gaia și Uranus îi împărtășiseră lui Cronos că va fi la rândul său detronat de fiul său, așa că acesta își înghițea copii pe măsură ce se nășteau. Rhea reuși să-l scape pe mezin, Zeus, cu ajutorul Gaiei și acesta crescu și-l forță pe Cronos să-i dea afară pe ceilalți cinci.
În unele surse Rhea o trimite la marginile lumii să fie crescută de titanii Ocean și Tetis în timpul luptei dintre zei și titani. Când cei doi se certară, aceasta îi împăcă. Alte surse atribuie creșterea Herei Horelor, zeițe ale anotimpurilor, ; eroului peloponezian Temenos, ; fiicelor râului Asterion din Argolida,  sau unei nimfe pe nume Macris. 

### Hera și Zeus
Conform Teogoniei lui Hesiod, Hera este a șaptea parteneră a lui Zeus și ultima sa soție.  Pe de altă parte, o relație mult mai timpurie dintre cei doi zei este sugerată în Iliada, unde se spune că Zeus și Hera au avut prima lor uniune sexuală în secret, fără ca părinții lor să știe.  Această idee a fost preluată de comentatorii din Antichitate ai Iliadei care adaugă diverse detalii, precum faptul că relația lor secretă a durat 300 de ani, că a avut loc pe insula Samos sau că Hefaistos a fost conceput în această perioadă.   Potrivit unui anume Aristocles citat într-un comentariu din Antichitate a Idilelelor lui Teocrit, Zeus, văzând-o într-o zi pe Hera plimbându-se singură, a decis să întrețină relații sexuale cu aceasta. Dorind să fie neobservat de ea, s-a transformat într-un cuc, a cauzat o furtună teribilă și s-a așezat pe muntele care atunci se numea Thornax, dar ulterior a fost numit Kokkyx. Hera a ajuns la munte și s-a oprit acolo, unde mai târziu s-a construit sanctuarul Herei Teleia. Ea a văzut cucul și acesta i s-a așeză în poală, tremurând și înghețat de furtună, iar Hera, compătimindu-l, l-a acoperit cu mantia sa. În acel moment Zeus și-a reluat adevărata înfățișare și când ea  a refuzat să aibă relații sexuale cu el din cauza mamei lor, acesta a promis că o va lua de soție.  Pausanias relatează și el legenda despre transformarea lui Zeus într-un cuc pe care Hera l-a capturat pentru a se juca cu el, susținând că acesta este motivul pentru care statuia criselefantină a Herei creată de Policlet are în mână un sceptru pe care este așezat un cuc.  Conform unei versiuni atribuite lui Plutarh și atestată de către Eusebiu din Cezareea în Pregătirea pentru Evanghelie, Hera se afla în grija unei nimfe pe nume Macris pe insula Evia când Zeus a răpit-o și a dus-o pe Muntele Cithaeron unde o grotă le-a servit drept cameră nupțială. Când Macris a venit să o caute pe Hera, Cithaeron, zeitatea tutelară a muntelui, a oprit-o, spunându-i că Zeus este acolo în compania zeiței Leto. În recunoștință pentru că uniunea sa cu Zeus a rămas nedescoperită, Hera a adoptat-o pe Leto ca parteneră de cult. 
Fotie, în Bibliotheca spune că în Noua istorie a lui Ptolemeu Hephaestion, Hera a refuzat inițial o uniune cu Zeus și s-a ascuns într-o peșteră pentru a-l evita, dar un fiu al pământului pe nume Ahile a convins-o să se răzgândească. Din acest motiv Zeus, în semn de recunoștință, a garantat faimă pentru orice purtător al numelui Ahile. 
Locul nunții variază, dar cel mai des apare grădina Hesperidelor. În altă versiune, merele de aur sunt un dar de nuntă de la Gaia; Herei îi plăcură atât de mult că le plantă în grădina ei, la marginea oceanului.
Din această uniune se născură patru copii: Hefaistos, Ares, Hebe și Ilitia, ocrotitoarea femeilor care nășteau. În Teogonia, Hefaistos este doar fiul Herei, nu și al lui Zeus, pe care-l naște cu propriile puteri.

### Hefaistos
Hefaistos s-a născut urât, astfel Hera l-a apucat de un picior și l-a aruncat în mare. Acesta, lovindu-se de pietre, a rămas astfel schilod. Zeița Thetis l-a găsit și l-a îngrijit împreună cu Eurynome, timp de nouă ani, până când acesta a crescut, după cum povestește Homer în Iliada. În altă versiune, Hefaistos încearcă să o dezlege pe Hera după ce Zeus o înlănțuise și acesta îl aruncă din ceruri. El căzuse în Lemnos și fusese îngrijit de un neam de traci. Când crescu, Hefaistos se întoarse în Olimp. Prefăcându-se că o iartă pe Hera, îi dărui acesteia un jilț maiestuos. Zeița se așeză pe jilț, dar nu se mai putu ridica. Când își dădu seama, trimise după Hefaistos, dar acesta se încuiase în atelier și niciunul dintre Olimpieni nu reuși să-l scoată afară. Până la urmă Dionis îl îmbie cu băutură, îl îmbătă și îl aduse în Olimp. Ajuns înapoi, Hefaistos se învoi să-i dea drumul Herei, cu condiția ca el să se căsătorească cu Afrodita. Zeus se împotrivi, dar până la urmă nu avu de ales și i-o dădu pe Afrodita de soție.

### Hera și Heracle

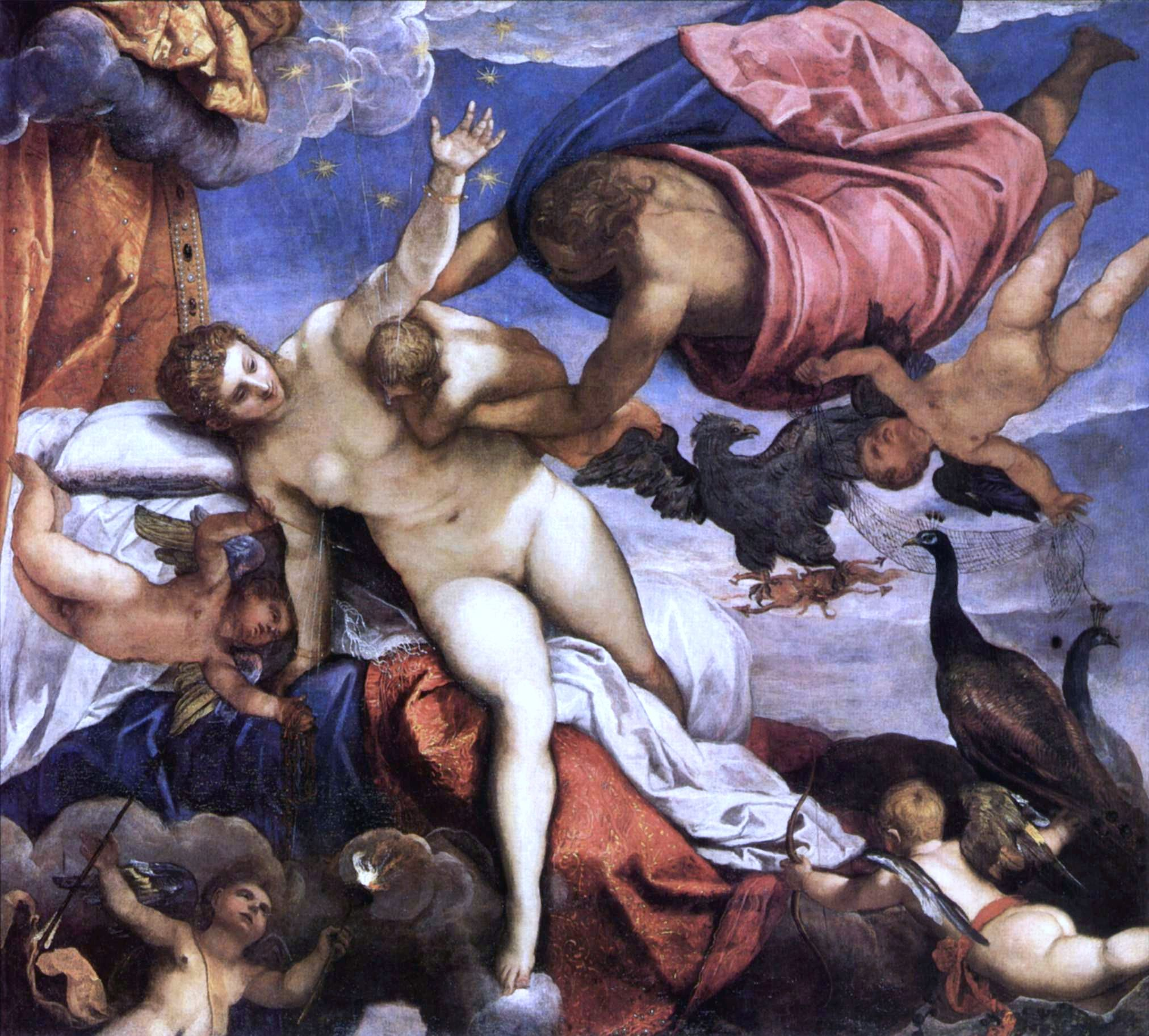
Originea Căii Lactate (c. 1595) de Tintoretto

Hera, descoperind că Zeus s-a unit cu Alcmena, fiica regelui teban Electrion, a cerut un jurământ de la soțul său că primul născut dintre perseizi să conducă și al doilea să-i fie sclav, apoi a prelungit travaliul Alcmenei. Galanthis o sperie pe Ilitia care încerca să prevină nașterea lui Heracle, dar primul născut fusese tot Euristeu. Ca pedeapsă, Hera o transformă pe Galanthis într-o pisică sau nevăstuică.
Fiindu-i drag de noul său fiu, Zeus îl puse pe Hermes să-l pună pe Heracle la sânul Herei, care dormea, deoarece laptele acesteia dădea abilități divine. Trezindu-se cu un copil necunoscut alături, aceasta l-a dat la o parte și din laptele care s-a scurs a apărut Calea Lactee. Hera trimise doi șerpi în iatacul lui și-al lui Ificle să omoare copii, dar Heracle îi sugrumă.

Hera și Heracle au o relație complicată în mitologie. Hera îl persecută datorită infidelității tatălui său, dar îl și ajută. Mai mult, numele său este derivat din numele Herei. Hera l-a împilat pe diferite căi și a pus un monstru pe nume Nessus să îl atace, cu condiția ca, în cazul înfrângerii, el să o păcălească pe soția lui dându-i sângele lui și spunând că dacă vreodată Heracle o va uita pe ea, să folosească sângele pe el ca să recupereze dragostea pierdută, un vicleșug bine pus la cale. Dar ea a crezut și așa a făcut. În Iliada se menționează că Heracle acesta o săgetase pe Hera cu una dintre săgețile sale otrăvite.

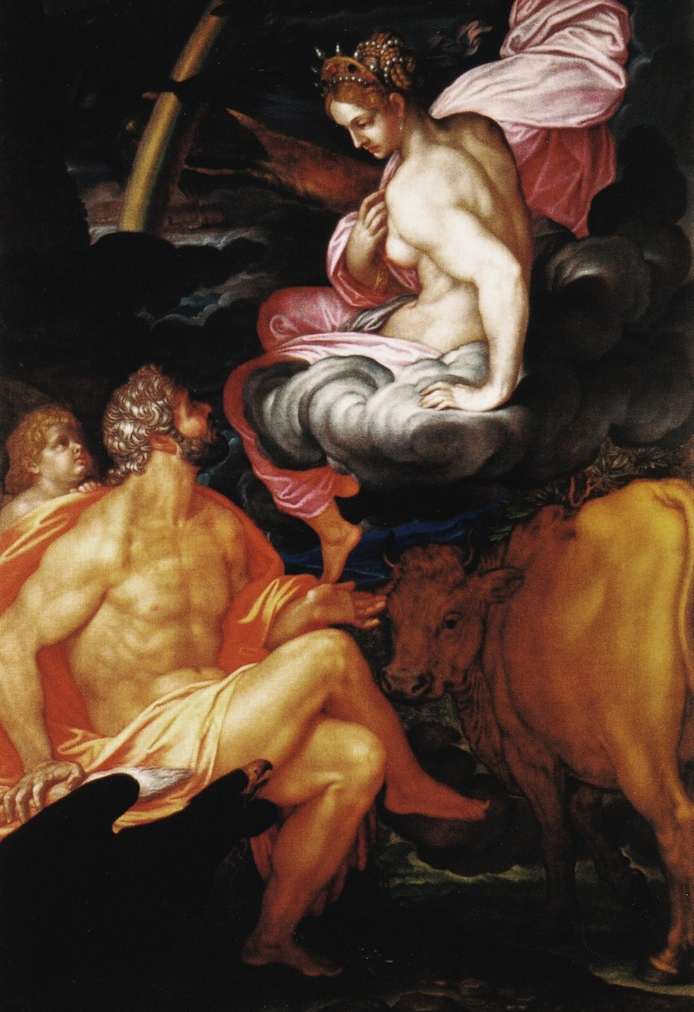
Jupiter și Io (1599) de Figino

Hera s-a împăcat cu Heracle doar după înălțarea sa în Olimp.

### Io, ochii păunului și regele Egiptului
Articol principal: Io (mitologie)
Io era din Argos, o preoteasă a Herei. În funcție de sursă, tatăl acesteia diferă, dar toate o desemnează ca o prințesă din neamul regal, descendentă a fiului lui Ocean, Inachos. Aceasta avu un vis în care mergea spre malul unui lac din Lerné și se unea cu Zeus. Auzind visul fiicei sale, tatăl ei întrebă oracolul din Dodona, care-i spuse să se supună, altfel toată familia-i va fi fulgerată.
După ceva timp Hera începu să bănuiască pe Zeus. Acesta fusese nevoit să transforme pe Io într-o juncă, jurând că n-ar iubi vreodată un asemenea animal. Auzind asta, Hera ceru junca și Zeus nu avu de ales și i-o cedă, dar Hera o recunoscuse pe Io și o puse în stăpânirea lui Argos, cel cu o sută de ochi, care o mână prin toată lumea. Zeus, făcându-și milă de Io, îi porunci fiului său, Hermes, să o răpească. Acesta-l ucise pe Argos. Hera îi adună ochii și-i puse pe cozile păunului și puse pe urmele lui Io un tăun înfricoșător, care o gonea pe săraca juncă din țară-n țară. De abia în Egipt Zeus îi redădu chipul omenesc și Io născu un copil pe nume Epafos.

Hera le ceru cureților, un trib din Acarnia și Etolia, să-l prindă Epafos. Aceștia îl ascunseră atât de bine, că Io nu-l putu găsi și-i ceru ajutorul lui Zeus, care-i omorî. Io îl găsi în Siria și-l aduse înapoi. Acesta crescu și deveni primul rege al Egiptului.

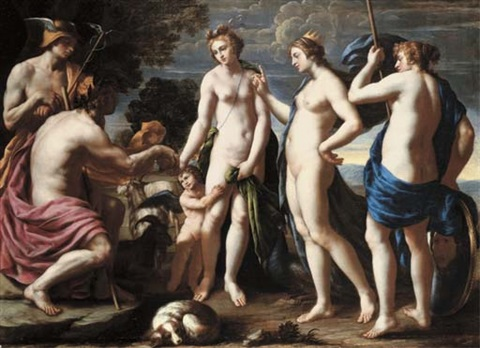
Judecata lui Paris de Alessandro Turchi

### Războiul troian
Eris, personificarea discordiei, nu fusese invitată la nunta zeiței Tetis cu Peleu, regele din Tesalia. Aceasta a luat un măr de aur din grădina Hesperidelor, a scris pe el „Celei mai frumoase” și l-a aruncat în mijlocul nuntașilor. Văzând mărul, Atena, Hera și Afrodita l-au revendicat, fiecare susținând că le întrece în frumusețe pe celelalte două. Văzând că se pot înțelege, Zeus îl alese arbitru pe Paris, fiul lui Priam, regele Troiei.
Hermes le aduse la acesta și-i dădu mărul, pentru a fi oferit câștigătoarei. Fiecare i-a oferit o răsplată, dar Paris i-a dat mărul Afroditei, care i-a dat de soție pe Elena, cea mai frumoasă dintre femei. Atena și Hera au făcut pace, mâniate de Paris. Din dorința de a se răzbuna, porni Războiul Troian. Ca să-l pedepsească, Hera i-a trimis furtuni pe drumul de întoarcere din Sparta, de unde o luase pe Elena.

Din ură pentru Paris, Hera i-a susținut pe ahei, în special pe Ahile, din loialitate pentru mama lui, Tetis. Ulterior, aceasta îl protejă și pe Menelau, pe care într-un final îl făcu nemuritor.

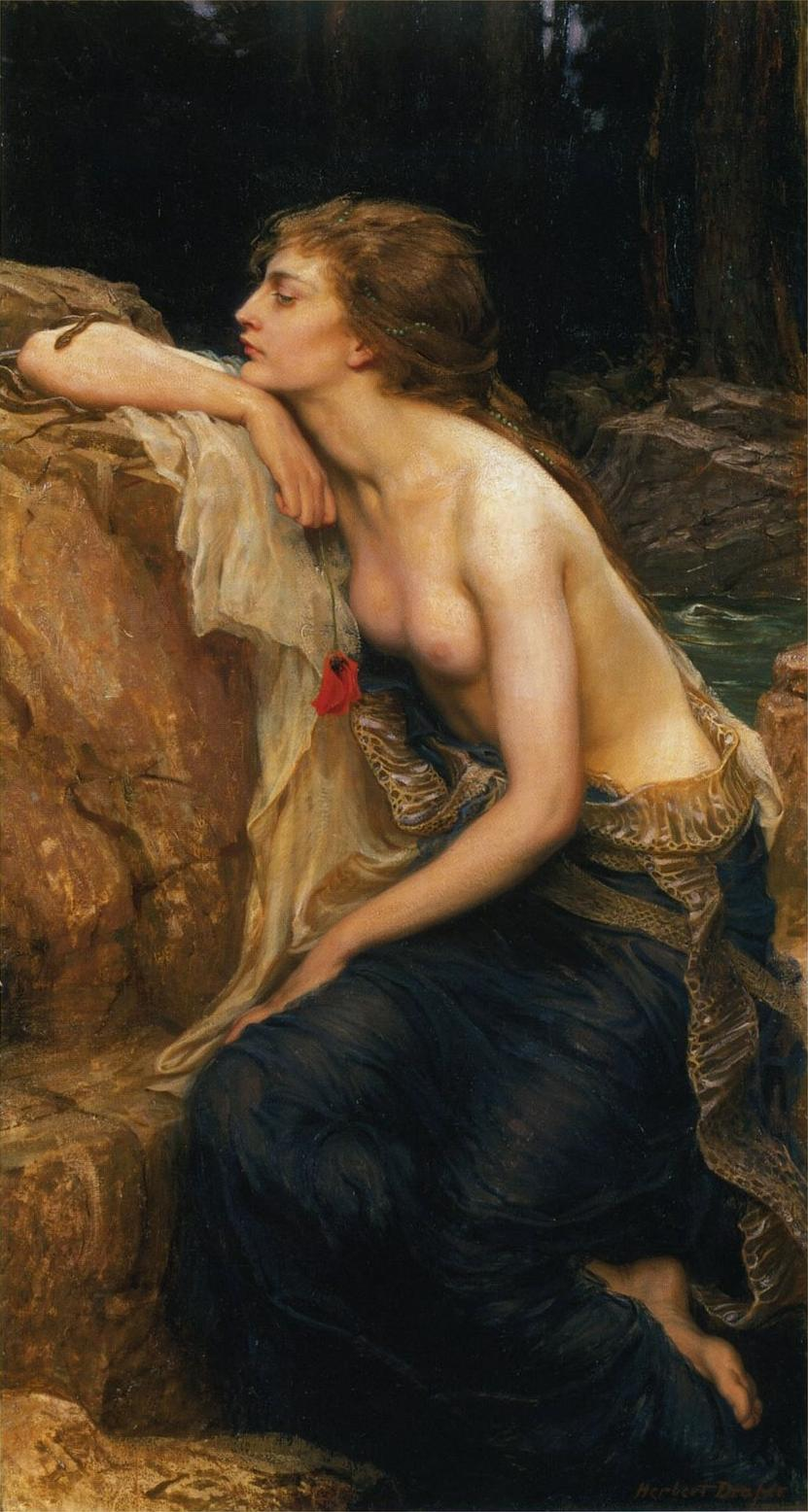
Lamia de Draper

### Diverse
- Argonauții: Hera protejă nava Argo, ajutând eroii să treacă de Stâncile Simplegade și de Scila și Caribda. Supărată pe regele Pelias din Iolcos, care-și ucisese bunica vitregă în templul Herei, aceasta-i îndemnă pe Iason și pe Medeea să-l ucidă.
- Callisto și Arcas: Când  Zeus se îndrăgosti de nimfa Callisto, Hera o anunță pe Artemis deoarece Callisto trebuia să rămână castă. Artemis o transformă în ursoaică. Stăpâna Olimpului, încă mânioasă, îi ceru lui Artemis s-o ucidă pe nimfă. După ce fiul ei a murit, Zeus îl tranformă pe el și pe mama lui în aștri - Ursa Mare și Ursa Mică.
- Chelone: La nunta lui Zeus și a Herei, a fost invitată o fată mai singuratică, numită Chelone. Ea a refuzat să meargă, iar Hermes, drept răzbunare, a transformat-o într-o broască țestoasă.
- Cidipe: În Istoriile lui Herodot, Cartea I, Solon povestește despre Cleobis și Biton, fiii lui Cidipe, o preoteasă a Herei. Aceasta s-a rugat pentru cel mai bun dar al zeilor pentru fiii ei și zeița a făcut ca aceștia să moară în somn ziua următoare.
- Echo: Cu mult timp în urmă, nimfa Echo avusese o aventură cu Zeus . În clipa în care Hera află acest lucru, ea o pedepsește pe nimfă ca atunci când aude pe cineva, sa nu poată vorbi, iar la întrebări, să răspundă doar îngânând ultimele cuvinte rostite de cel care i se adresa.
- Gerana / Oenea: Gerana (sau Oenea) era o femeie din rasa pigmeilor care, în unele surse, se născuse de înălțime naturală. Venerată de neamul ei, aceasta nu respecta zeii. Pentru a o pedepsi, Hera o schimbă în gruie sau în lebădă. Aceasta încercă să se apropie de soțul ei, Nicodamas, sau de fiul ei, Mopsos, dar pigmeii înfricoșați se înarmară și o alungară.[39]
- Lamia: Zeus a iubit-o pe Lamia și s-a unit cu ea, dar de fiecare dată când aceasta dădea naștere unui copil, Hera făcea ca acesta să moară. Într-un final, Lamia se retrase într-o peșteră și amarul o transformă într-un monstru, geloasă pe toate mamele fericite, pe care le sfâșia, mâncându-le copiii. Ca să o chinuie și mai mult, Hera nu o lăsa să doarmă așa că Zeus, făcându-i-se milă de aceasta, îi dădu darul de a-și pune ochii deoparte și de a-i pune la loc când dorește. Astfel, când Lamia își punea ochii deoparte, sau când bea mult vin, lumea nu avea de ce să se teamă de ea. În restul timpului, zi și noapte fără somn, căuta copii pe care să-i devoreze.[40]
- Leto: Când Hera auzi că zeița Leto va naște, tată fiind însuși Zeus, ea nu o lăsă pe Leto să nască nici pe uscat, nici pe vreo insulă din mare. Atunci Poseidon scoase la iveală insula Delos. Hera o ascunse atunci pe Ilitia, prelungind travaliul lui Leto, până când Iris o găsi și o aduse și Leto născu doi gemeni, Apollo și Artemis. Cei doi deveniră zei puternici și își stabiliră casa în Olimp, unde ulterior au fost recunoscuți de toți zeii.
- Semele a fost fiica regelui teban Cadmos și a Harmoniei. A fost iubită de către Zeus, cu care a avut un fiu, pe Dionis. Trezind gelozia Herei, Semele a fost sfătuită de aceasta să-i ceară lui Zeus să i se înfățișeze în toată splendoarea sa zeiască. Stăpânul zeilor i-a îndeplinit ruga dar, la vederea lui, Semele a căzut fulgerată și a murit. Dionis a fost salvat din pântecul Semelei de către Zeus și ținut în coapsa sa pînă a crescut destul ca să se poată naște. Dionis fusese crescut de regele beoțian Atamas și de soția sa, Ino, fiica lui Cadmos. Hera îi blestemă pe amândoi cu nebunie. Petru a-și ascunde fiul, Zeus îl transformă pe Dionis în ied.[41]
- Tiresias: Hera îl transformă pe Tiresias în femeie și apoi, înapoi în bărbat când acesta îi atacă șerpii. Chemat să judece între Zeus și Hera cine simtă mai multă plăcere în timpul actului sexual, bărbatul sau femeia, acesta răspunse că femeia simte de nouă ori mai puternic. Hera fusese nemulțumită de răspuns și-l orbi.[38]

## Cultul Herei
Templele Herei se numeau Heraeum sau Heraion (Ἡραιον). Festivalele se numeau Heraea (Ἡραια) sau Daedala (Δαιδαλα).

Este posibil  zeița Hera să aibă rădăcini de dinainte de sosirea grecilor, la un popor matriarhal. De abia la venirea grecilor indo-europeni a fost introdusă în cult în perioada ioniană sau miceniană.  

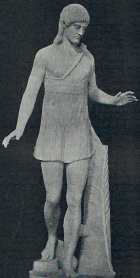
Fecioară care aleargă la Jocurile Herei, la Vatican din Greek Athletic Sports and Festivals de E. Norman Gardiner p. 49

### Jocurile Herei
Datând din secolul VI î.Hr., jocurile Herei erau doar pentru femei. O dată la patru ani la templul din Olimpia, șaisprezece femei țeseau o rochie zeiței. Acestea organizau curse pentru fecioare pe stadionul Jocurilor Olimpice, fetele alergând pe vârste, de la cele mai tinere la cele mai în vârstă. Lungimea era aproximativ 152.4 m, scurtată la o șesime din cât alergau bărbații. Câștigătoarele primeau o coroană de ramuri de măslin și o parte din vaca sacrificată. Puteau de asemenea să dedice statui cu numele lor zeiței.
Cele Șaisprezece erau femei măritate. Jocurile aveau o tradiție îndelungată când le-a observa Pausanias (Secolul II d. Hr.), spunându-se că ar fi fost întemeiate de Hippodamia în semn de mulțumire pentru căsătoria cu Pelops și că printre primele fecioare care au participat a fost și Chloris, nepoata lui Pelops, ultima fiică în viață a Niobei. În altă variantă Cele Șaisprezece au fost alese pentru a face pace între Elis și Pisa, și au întemeiat jocurile Herei în acest scop.

### Răspândirea geografică
Cultele zeilor mitologiei grecești sunt adesea vechi și adevărata lor întindere și popularitate este greu de determinat în zilele de azi. Ce rămâne se bazează pe mărturiile celor care trăiră atunci, printre care geografi și călători precum Strabon și Pausanias, și descoperiri arheologice, după cum urmează:

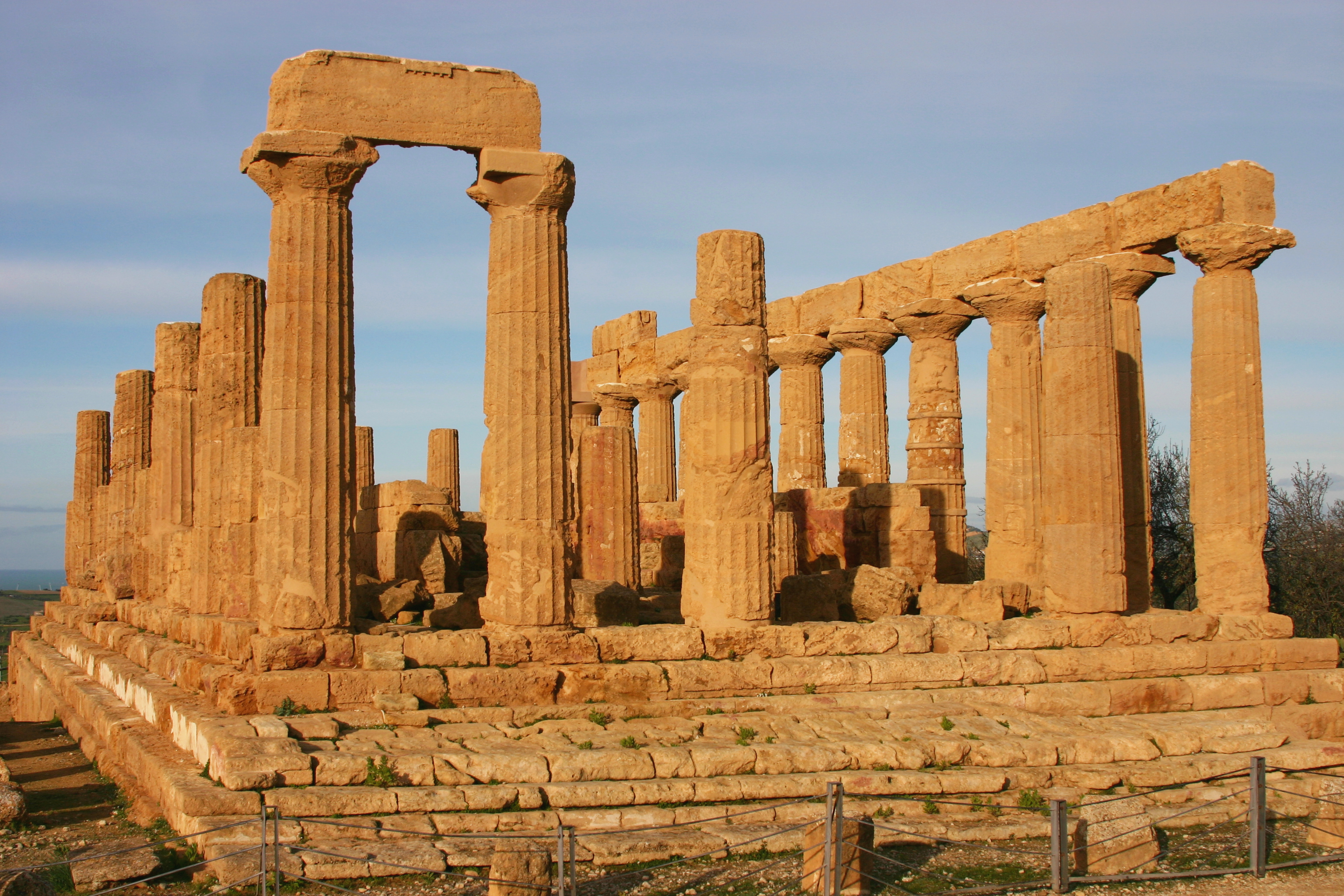
Tempul Herei din Agrigento, Grecia Mare (Italia de Sud)

Grecia de Sud:
- S Atica: Atena[38][42]
- S Corintia: Corint[42][44]
- S Sicionia: Sicion[42][45], Phlius[42][46]
- S Argolida: Argos,[42][47] Heraeum lângă Micene,[42][48] Epidaur,[42][49] vârful Arachnaeus[42], munții Coccux și Pron[42], Nauplion[42][50]
- S Lacedemon: Sparta[42][51]
- S Elida: Olimpia[42], Crotona[42]
- S Arcadia: Megalopolis, Stymfalia, Mantinea, Heraea (lângă orașul Loutra Iraias din provincia Gortinia)[42]

Grecia centrală:
- C Beoția: Plateea, Coroneia, Levadeia[42]
- C Locris de Est: Pharygae[42][52]

Marea Egee:
- Samos[42][53]

Altele:
- Lidia: Sardes[42]
- Egipt: Alexandria, Naucratis[42]
- Sicilia: Himera[42]
- Bruttium: templul Lacinium lângă Croton[42][54]
- Lucania: Sybaris[42]
- Picenum: Silaris,[42][55] templul Fanum la Cupra[42][56]
- VenetoF: Heneti[42][57]
- Latium: Lavinium[42]
- Iberia: Insule lângă Gibraltar[42][58]

## În artă și ficțiune
Pentru reprezentări ale Iunonei, vezi Iunona în artă și ficțiune
Hera în arta antică este cel mai frecvent portretizată pe un tron lângă Zeus, cum ar fi, de exemplu, în friza Partenonului din Atena, unde se întoarce spre Zeus, ținându-și voalul deschis într-un gest caracteristic soțiilor.

În arta postclasică este adesea pictată cu Zeus ca o alegorie a căsătoriei; acest motiv este folosit, de exemplu, în ciclul Medici (1622-25, menționat mai sus) al lui Rubens, în The Meeting of Marie and Henri at Lyons (Întâlnirea lui Marie și Henri la Lyon). În multe picturi, ea este arătată cu alaiul ei de păuni, în cozile cărora au fost aranjați ochii lui Argus, gardianul lui Io. Mulți artiști au reprezentat furia ei contra lui Zeus: o reprezentare spectaculoasă este pictura lui Pieter Lastman, Juno Discovering Jupiter with Io (Iunona descoperindu-l pe Jupiter cu Io, 1618, acum la Londra) sau în pictura lui Ingres, Jupiter and Thetis, unde ea se ivește amenințător în stânga imaginii. Ea a fost comparativ puțin portretizată în artă de la începutul secolului al XIX-lea.

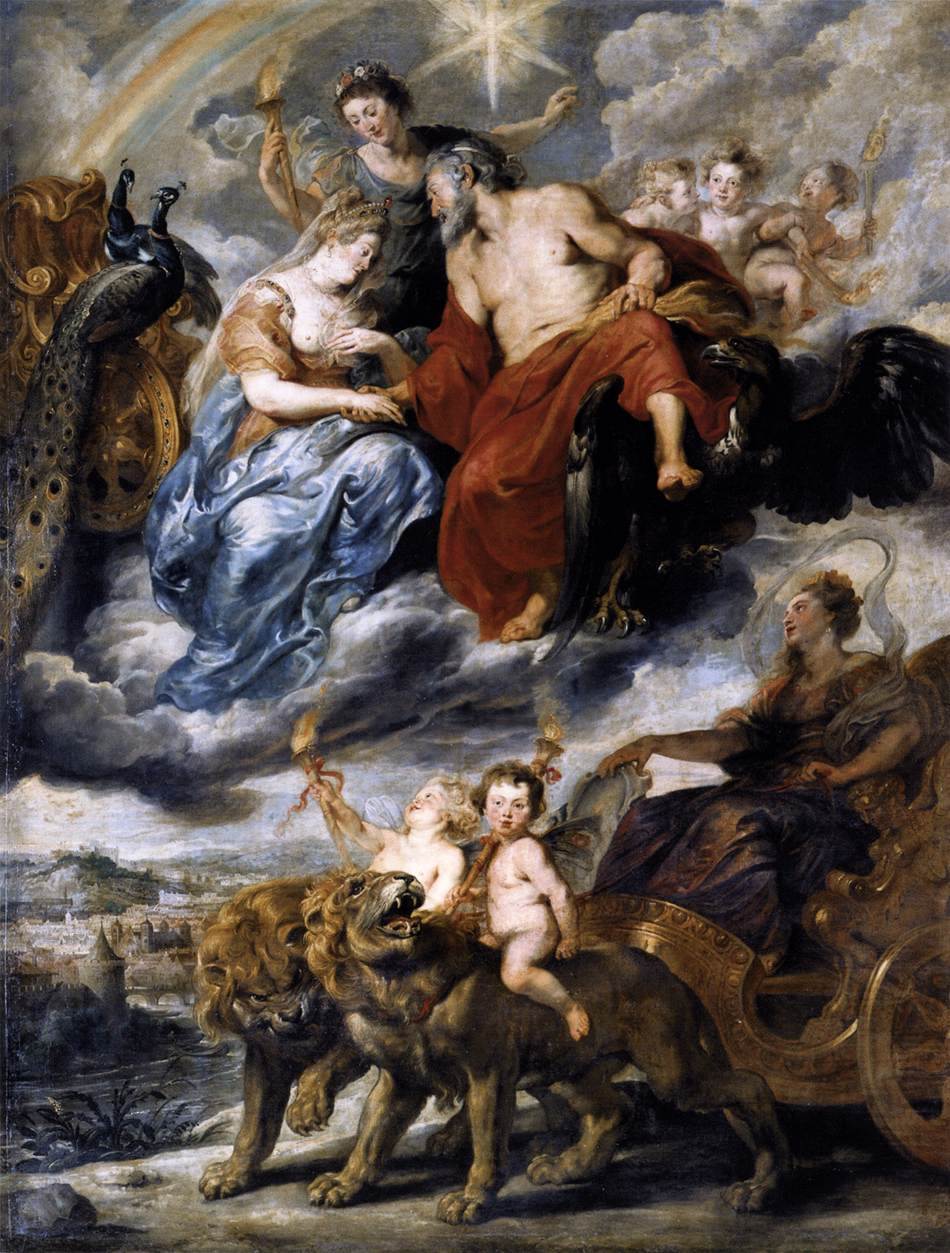
Întâlnirea lui Marie și Henri la Lyons (1621-1625), Rubens
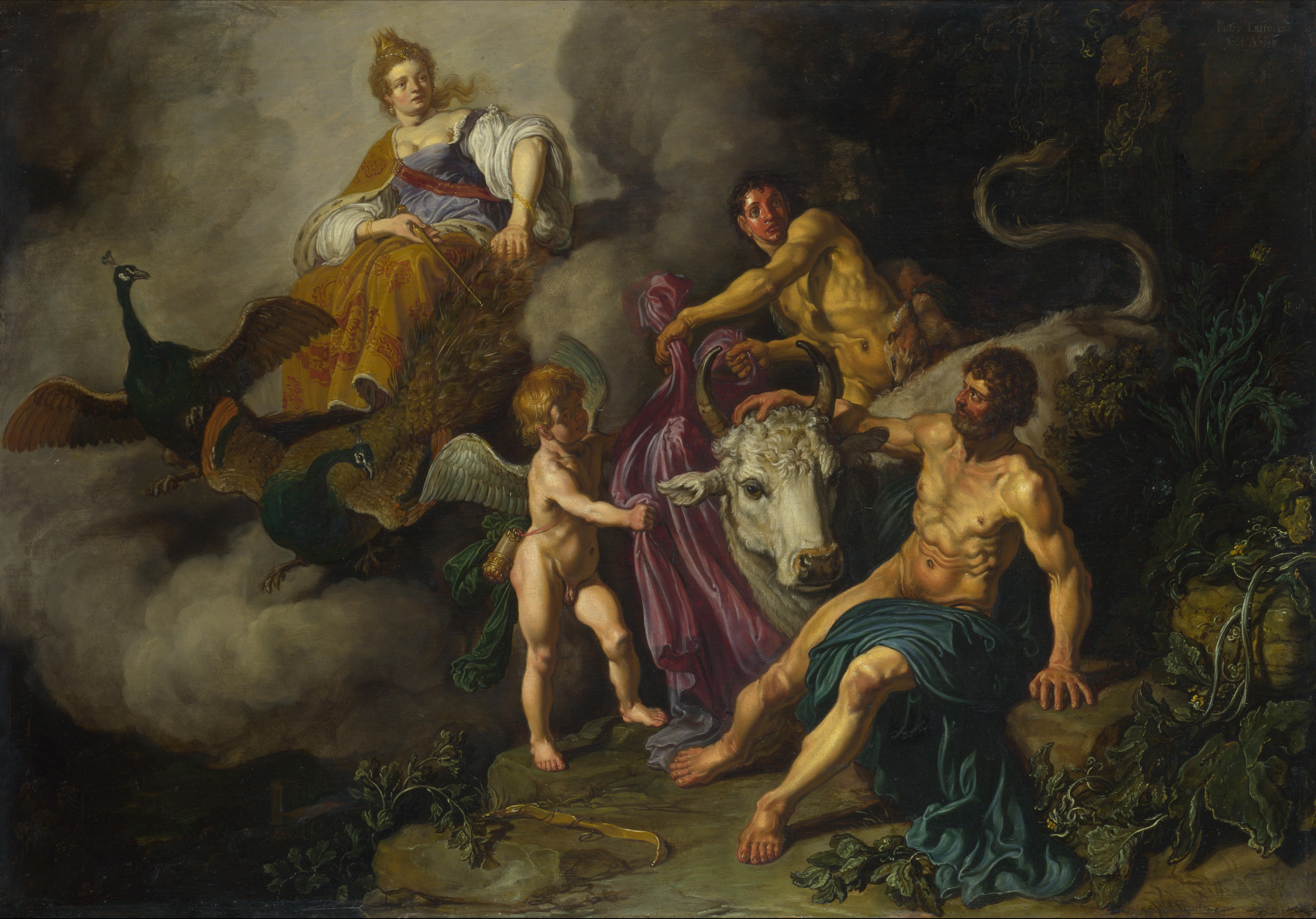
Iunona descoperindu-l pe Jupiter cu Io (1618), Pieter Lastman
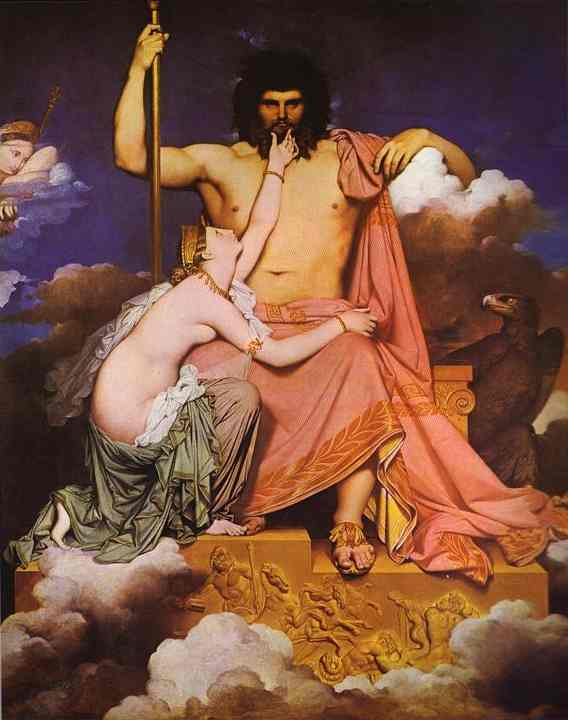
Jupiter și Thetis (1811), Ingres

### Benzi desenate și cărți
Pentru reprezentări ale Iunonei, vezi Iunona în cărți și benzi desenate
Hera apare ca personaj în cărți de fantezie cu tangențe mitologice, precum Warrior Rising a lui P. C. Cast și seriile Percy Jackson și Olimpienii și Eroii Olimpului (împreună cu Iunona, ca personaje separate) de Rick Riordan.
Unul dintre cei doi lideri pe piața americană de benzi desenate, DC Comics a introdus propria versiune a zeiței, creată de William Moulton și Harry G. Peter, care a apărut pentru prima dată în 1942 în revista All-Star Comics #8. Principalul rival DC, Marvel Comics, ca urmare a succesului personajelor Thor și Loki, a căutat să reintroducă și alte mitologii. Așadar, Stan Lee și Jack Kirby au prezentat Olimpienii, personaje bazate pe zeii grecești olimpieni, printre care Hera Argeia, în Aprilie 1949, în Marvel Mystery Comics #91.

### Film și televiziune
Pentru rolurile Iunonei, vezi Iunona în film și televiziune

Hera a apărut de numeroase ori în film și televiziune, printre care:
- 1927: The Private Life of Helen of Troy, Virginia Thomas[66]
- 1963: Jason and the Argonauts (1963), Honor Blackman[66]
- 1965: Pandora and the Magic Box, Marla Ellis[66]
- 1978: Theoi ston Olympo (TV), Despoina Nikolaidou[66]
- 1980: Xanadu, Coral Browne[66]
- 1981: Clash of the Titans, Claire Bloom[66]
- 1983: Hercules, Rossana Podestà, Susan Spafford[66]
- 1985: Le avventure dell'incredibile Ercole, Maria Rosaria Omaggio[66]
- 1986: Ladies in Charge (TV), episodul Zoe's Fever, Jessica Forte[66]
- 1988: Goddess of Love (TV), Betsy Palmer[66]
- 1988: Europa und der zweite Apfel (TV), Christiane Bruhn[66]
- 1994, 1998, 1999: Hercules: The Legendary Journeys, episodul Hercules and the Circle of Fire (TV), Joy Watson, Narelle Swenson, Meg Foster[66]
- 1997: Crayola Kids Adventures: The Trojan Horse, Zeahna Young[66]
- 1997: Hercules, Samantha Eggar[66]
- 1997: Hercules, Mary Kay Bergman[66]
- 1998: Hercules and Xena - The Animated Movie: The Battle for Mount Olympus, Joy Watson[66]
- 1998-1999: Hercules (TV), 7 episoade, Samantha Eggar[66]
- 1998-1999: Young Hercules (TV), 4 episoade, Elizabeth Hawthorne[66]
- 1999-2000: Mythic Warriors: Guardians of the Legend (TV), 4 episoade, Janet-Laine Green[66]
- 2000: Xena, Prințesa războinică (TV), episodul God Fearing Child, Meg Foster[66]
- 2000: Jason and the Argonauts" , 2 episoade, Olivia Williams, Freda Dowie[66]
- 2003: Helen of Troy (TV), Episodul #1.2, Andreea Radutoiu[66]
- 2004: Le Dieu Saturne, Geneviève Troussier[66]
- 2005: Hercules in Hollywood, Francine York[66]
- 2006-2007: Class of the Titans (TV),  21 episoade, Patricia Drake[66]
- 2008: Divina confusión, Lisa Owen[66]
- 2009: Myths (TV), episodul Paris and the Godesses, Scarlett Sabet[66]
- 2009: Little Hercules in 3-D, Diane Venora[66]
- 2009: Wonder Woman, Marg Helgenberger [67]
- 2010: Percy Jackson și Olimpienii: Hoțul Fulgerului, Erica Cerra[66]
- 2010: Înfruntarea titanilor, Nina Young[66]
- 2011: Narcissus Rex, Kristen Harris[66]
- 2011: Pâris, Marine Médal[66]
- 2011: Saturday Night Live, episodul Charlie Day/Maroon 5, Kristen Wiig[66]
- 2012: Titans of Newark, Amanda Jane Fleming[66]
- 2012: The Parthenon Project, Rachel Gardner[66]
- 2012: 1313: Hercules Unbound!, Laurene Landon[66]
- 2012: Mitos y leyendas, episodul Heracles, Arlette Torres[66]
- 2013: Pandora, Amanda Marier[66]
- 2013: Hercules: The Brave and the Bold, Camille Marolf[66]
- 2014: Helen, Preethi Sehrewat[66]
- 2014: Prometheus: Retribution, Amanda Marier[66]
- 2014: The Mundane Goddess, Uma Thurman[66]
- 2014: Godsdotcom, Nancy Lantis[66]
- 2014: Psychobitches, episodul #2.6, Meera Syal[66]
- 2005-2017: For the Love of Zeus, 5 episoade, Mireya Kilmon[66]
- 2016: Throne of Atlantis Abridged, Amber Lee Connors[66]
- 2017: Wonder Woman Abridged, Eileen Montgomery[67]

### Jocuri video
Hera a apărut în Grecia  (1997, Samantha Eggar), Herc's Adventures (1997, Patricia Parris), God of War III (2010, Adrienne Barbeau) și Apotheon (2015, Sonja Ball).

## Altele
- Asteroidul 103 Hera din centura de asteroizi, descoperit în 7 septembrie 1868 de J. C. Watson, este numit după zeiță.[68]